# 巴西葡萄牙语
巴西葡萄牙语（葡萄牙語：Português brasileiro）是葡萄牙语在巴西的变体，使用人口达1.9亿，遍及巴西全境以及美国、加拿大、巴拉圭、日本、葡萄牙、阿根廷等巴西裔移民社区。
巴西葡萄牙语与歐洲葡萄牙語主要区别在于语音及部分用词。
由於巴西有眾多的使用人口，巴西葡萄牙語較廣泛使用。如葡語學習者需到訪葡萄牙，才會學習歐洲葡語。

## 歷史
葡萄牙人在1500年首次到達巴西，此時沿海地區有許多原住民部落，當地最主要的語言是圖皮語系 (Tupi)。殖民統治初期在耶穌會教士們的努力下，為了更好和巴西原住民溝通、貿易與傳教，創造出一種融合葡萄牙語和圖皮語的語言名叫「巴西普通話」(Língua-geral)。
「巴西普通語」也受到葡萄牙殖民者採用，在殖民地通行了兩個世紀。到了十八世紀中期，葡萄牙王室才下令禁止「巴西普通語」，規定必須全力推行。因此至今「巴西普通語」和許多原住民語言幾乎滅絕，不過在現代的巴西葡語留下許多影響痕跡，主要在於地名和物種名。
在葡萄牙殖民巴西的三個世紀當中，葡萄牙殖民者運送了超過四百萬黑奴到巴西，最主要來自今天的安哥拉。除了原住民語之外，巴西葡語也深受非洲語言的影響，特別是班圖語族 (Línguas bantos)。
十九世紀巴西獨立後，來自世界各地的移民陸續移民至此，巴西葡語因此也受到各種語言的影響。

## 影响
巴西葡萄牙语在其他葡萄牙语国家的文化影响在20世纪最后几十年显著增加，这主要是由于巴西音乐和巴西肥皂剧的流行。自从巴西加入南方共同市场以来，葡萄牙语在讲西班牙语的合作伙伴国家中作为外语的学习越来越普及。
许多源自巴西的词汇（也在其他葡萄牙语国家使用）也传入了英语，例如：samba、bossa nova、cruzeiro、milreis和capoeira。虽然“samba”一词最初来自安哥拉，但它之所以在全球范围内闻名，主要是因为在巴西的流行。
独立后的1822年，受非洲和美洲原住民影响的巴西习语被返回葡萄牙的葡萄牙裔巴西人（在葡萄牙语中称为）带回葡萄牙。